# Hermine Huntgeburth
Hermine Huntgeburth est une réalisatrice allemande née le 13 novembre 1957 à Paderborn en Rhénanie-du-Nord-Westphalie.
Elle est connue pour l'adaptation de Bibi Blocksberg.

## Filmographie
- 1988 : Die Mitspeisenden
- 1991 : Im Kreis der Lieben
- 1995 : Ein falscher Schritt
- 1996 : Gefährliche Freundin (téléfilm)
- 1997 : Das Trio
- 1998 : Und alles wegen Mama (téléfilm)
- 2000 : Rien que pour moi (téléfilm)
- 2000 : Stunde des Wolfs (téléfilm)
- 2001 : Das verflixte 17. Jahr (téléfilm)
- 2001 : Romeo (téléfilm)
- 2002 : Bibi Blocksberg
- 2004 : Blond: Eva Blond! – Der Zwerg im Schließfach (téléfilm)
- 2004 : Der Boxer und die Friseuse (téléfilm)
- 2005 : La Massaï blanche (Die weisse Massai)
- 2006 : Väter, denn sie wissen nicht was sich tut
- 2007 : Teufelsbraten (téléfilm)
- 2009 : Effi Briest
- 2009 : Das Glück ist eine ernste Sache (téléfilm)
- 2010 : Der verlorene Vater (téléfilm)
- 2010 : Neue Vahr Süd
- 2011 : Tom Sawyer
- 2012 : Eine Hand wäscht die andere
- 2012 : Die Abenteuer des Huck Finn
- 2014 : Männertreu
- 2020 : Lindenberg! Mach dein Ding

## Récompenses
- 1991 : Förderpreis des Landes Nordrhein-Westfalen für junge Künstlerinnen und Künstler
- 2002 : Adolf-Grimme-Preis pour Romeo
- 2005 : Deutscher Fernsehpreis
- 2008 : Bayerischer Fernsehpreis pour Teufelsbraten
- 2009 : Adolf-Grimme-Preis pour Teufelsbraten
- 2011 : prix Grimme pour Neue Vahr Süd
- 2011 : Bayerischer Fernsehpreis pour Neue Vahr Süd
- 2011 : Gilde-Filmpreis, Bester Kinderfilm pour Tom Sawyer
- 2014 : Deutscher Regiepreis Metropolis, catégorie Beste Regie Fernsehfilm pour Männertreu
- 2015 : prix Grimme pour Männertreu